# ステファーナス・ドゥトイ
ステファーナス・ドゥトイ（Stephan Du Toit、2001年3月23日 - ）は、ジャパンラグビーリーグワン東芝ブレイブルーパス東京に所属するラグビー選手。

## プロフィール
- 南アフリカ出身[1]。
- ポジションはスタンドオフ(SO)、センター(CTB)、フルバック(FB)。
- 身長: 185 cm、体重: 96 kg

## 略歴
2020年、パールジムナジウム高校卒業後、流通経済大学に入る。
2024年、アーリーエントリーで東芝ブレイブルーパス東京に加入。